# Милн (лунный кратер)
Кратер Милн (лат. Milne) — огромный древний ударный кратер (бассейн) в южном полушарии обратной стороны Луны. Название присвоено в честь английского астрофизика и математика Эдуарда Артура Милна (1896—1950) и утверждено Международным астрономическим союзом в 1970 г. Образование кратера относится к донектарскому периоду.

## Описание кратера
Ближайшими соседями кратера являются кратер Скалигер перекрывающий северо-западную часть вала кратера Милн; кратер Шеберле на северо-востоке; кратер Пиццетти на юго-востоке; кратер Бьеркнес на юге и кратер Паркхерст на юго-западе. На западе-северо-западе от кратера Милн находится Озеро Одиночества, на юго-западе – Море Южное. Селенографические координаты центра кратера 31°00′ ю. ш. 112°47′ в. д. / 31° ю. ш. 112,78° в. д., диаметр 260 км, глубина 3,2 км.
Кратер Милн имеет полигональную форму и значительно разрушен за длительное время своего существования. Вал сглажен и превратился в нерегулярное кольцо хребтов. Южная часть вала практически полностью разрушена и перекрыта сателлитными кратерами Милн N и Милн M (см. ниже). Дно чаши относительно ровное, испещрено множеством мелких кратеров, в южной части чаши расположен большой сателлитный кратер Милн K и перекрывающий южную часть вала последнего сателлитный кратер Милн L. В северо-восточной части чаши расположено плотное скопление небольших кратеров. Центр чаши окружен двумя коцентрическими полукольцами хребтов и холмов.

## Сателлитные кратеры
| Милн | Координаты                                              | Диаметр, км |
| ---- | ------------------------------------------------------- | ----------- |
| K    | 32°43′ ю. ш. 113°34′ в. д. / 32,71° ю. ш. 113,56° в. д. | 58,9        |
| L    | 33°53′ ю. ш. 113°17′ в. д. / 33,89° ю. ш. 113,29° в. д. | 29,8        |
| M    | 35°54′ ю. ш. 112°31′ в. д. / 35,9° ю. ш. 112,52° в. д.  | 52,9        |
| N    | 35°50′ ю. ш. 111°18′ в. д. / 35,83° ю. ш. 111,3° в. д.  | 36,8        |
| P    | 37°28′ ю. ш. 108°05′ в. д. / 37,47° ю. ш. 108,08° в. д. | 97,1        |
| Q    | 34°22′ ю. ш. 107°40′ в. д. / 34,37° ю. ш. 107,66° в. д. | 69,2        |

- Образование сателлитного кратера Милн K относится к раннеимбрийскому периоду[1].
- Образование сателлитного кратера Милн M относится к нектарскому периоду[1].
- Образование сателлитного кратера Милн N относится к коперниковскому периоду[1].
- Образование сателлитных кратеров Милн P и Q относится к донектарскому периоду[1].

## См.также
- Список кратеров на Луне
- Лунный кратер
- Морфологический каталог кратеров Луны
- Планетная номенклатура
- Селенография
- Минералогия Луны
- Геология Луны
- Поздняя тяжёлая бомбардировка